# Alberto Benedini
Alberto Benedini (Parma, 1855 – 1901) è stato un politico italiano.

## Biografia
Avvocato, fu Deputato del Regno di Sardegna nella I legislatura, eletto nel collegio di Busseto.